# Adonisea fastidiosa
Adonisea fastidiosa là một loài bướm đêm trong họ Noctuidae.